# Mercedes-Benz M110

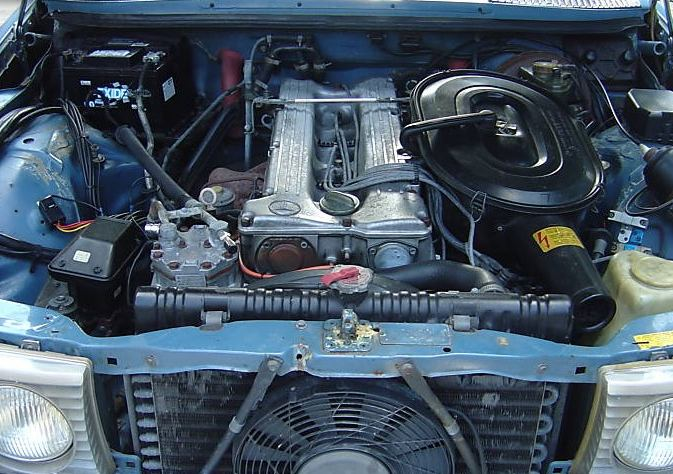
Un motore M110 sotto il cofano di una Mercedes-Benz W123

Il Mercedes-Benz M110 è stato un motore a scoppio prodotto dal 1971 al 1991 dalla Casa tedesca Daimler-Benz per il suo marchio automobilistico Mercedes-Benz.

## Profilo
Il motore M110 era un motore da 2.8 litri introdotto all'inizio del 1971, che l'anno seguente è andato ad affiancare l'equivalente motore M130, in produzione da 5 anni. In seguito, nel 1976, quest'ultimo sarebbe stato definitivamente sostituito dal motore M110 stesso. Rispetto al 2.8 M130 vi è una differenza assai significativa, consistente nell'esordio della distribuzione a doppio asse a camme in testa. È la prima volta che tale soluzione tecnica viene introdotta nella produzione di serie della Casa tedesca.
Oltre a ciò, un'altra differenza meno tangibile, ma molto significativa sta nel leggero decremento di cilindrata. L'alesaggio dei cilindri misura infatti 86 mm contro gli 86.5 mm del precedente M130. Questa leggera differenza ha comportato l'ottenimento di una cilindrata di 2746 cm³ in luogo dei precedenti 2778 cm³.
Anche il motore M110, come il suo predecessore, è stato declinato sia a carburatore che ad iniezione.
Si tratta del motore più longevo tra quelli imparentati con lo storico 2.2 litri della famiglia M180: esso è stato impiegato infatti per ben 19 anni su modelli del marchio di Stoccarda, ed in numerose versioni, spesso differenti di pochissimo l'una dall'altra.

### Caratteristiche

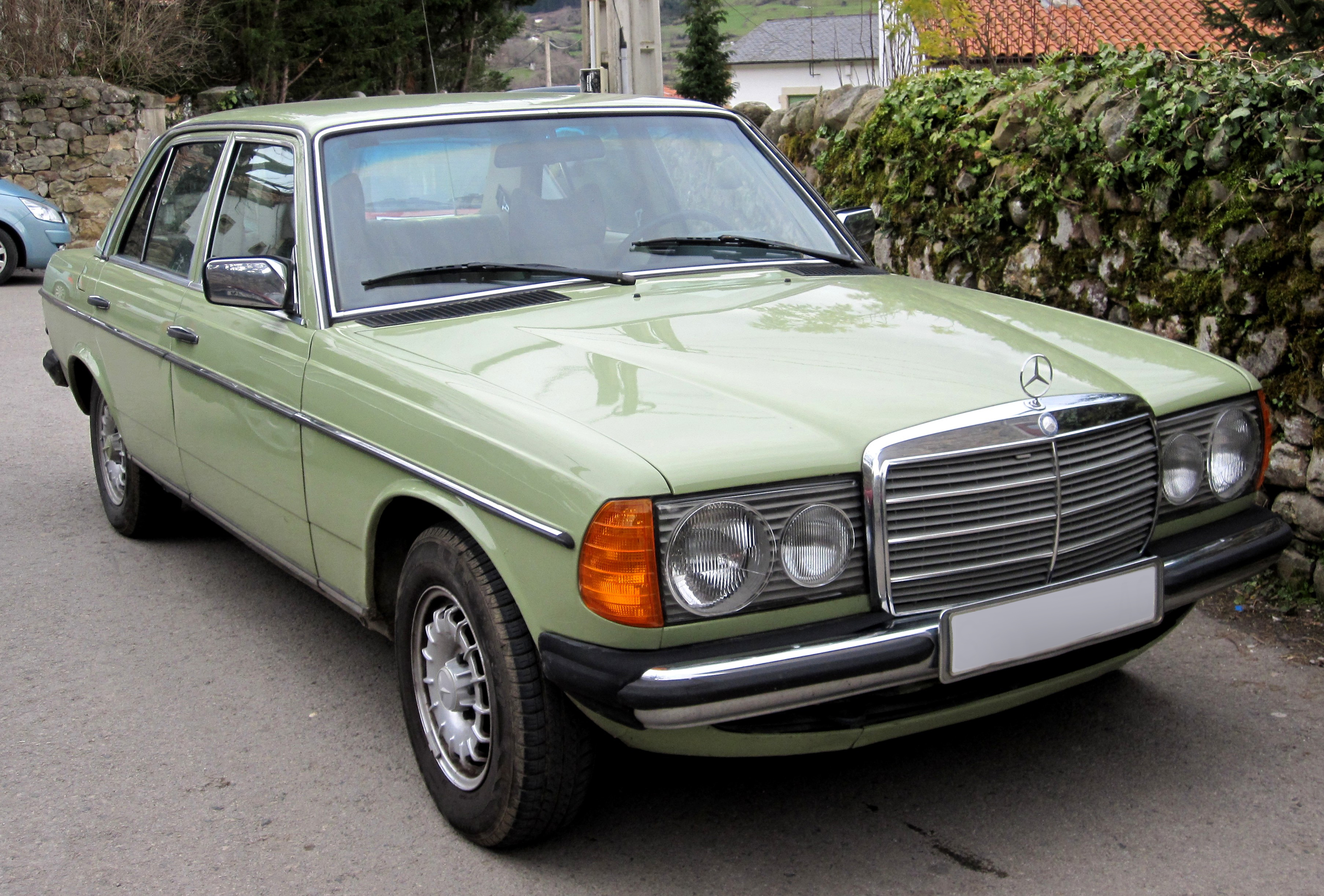
La serie W123 è stata solo una delle varie applicazioni del motore M110

Le varie versioni del motore M110 hanno in comune le seguenti caratteristiche:
- architettura a 6 cilindri in linea;
- basamento in ghisa;
- testata in lega di alluminio;
- monoblocco di tipo superquadro;
- alesaggio e corsa: 86x78.8 mm;
- cilindrata: 2746 cc;
- distribuzione a doppio asse a camme in testa;
- albero a gomiti su 7 supporti di banco.

### Principali versioni ed applicazioni
Nella seguente tabella vengono descritte le principali differenze tra le varie versioni del motore M110 e le relative applicazioni:
| Motore Daimler-Benz M110: principali versioni ed applicazioni |                                 |                          |                |               |                               |                    |
| Sigla                                                         | Alimentazione                   | Rapporto di compressione | Potenza CV/rpm | Coppia Nm/rpm | Applicazioni                  | Anni di produzione |
| M110.921                                                      | Carburatore doppio corpo Zenith | 9                        | 160/5500       | 226/4000      | Mercedes-Benz 280/280C W114   | 1971-76            |
| M110.922                                                      | Carburatore doppio corpo Solex  | 9                        | 160/5500       | 226/4000      | Mercedes-Benz 280S W116       | 1972-75            |
| M110.922                                                      | Carburatore doppio corpo Solex  | 8.7                      | 156/5500       | 223/4000      | Mercedes-Benz 280S W116       | 1976-80            |
| M110.923                                                      | Carburatore doppio corpo Solex  | 8.7                      | 156/5500       | 223/4000      | Mercedes-Benz 280 W123        | 1975-81            |
| M110.923                                                      | Carburatore doppio corpo Solex  | 8.7                      | 156/5500       | 223/4000      | Mercedes-Benz 280C W123       | 1976-80            |
| M110.924                                                      | Carburatore doppio corpo Solex  | 9                        | 156/5500       | 223/4000      | Mercedes-Benz 280S W126       | 1979-81            |
| M110.926                                                      | Carburatore doppio corpo Solex  | 9                        | 156/5500       | 223/4000      | Mercedes-Benz 280S W126       | 1981-85            |
| M110.981                                                      | Iniezione elettronica Bosch     | 9                        | 185/6000       | 240/4500      | Mercedes-Benz 280E/280CE W114 | 1971-76            |
| M110.982                                                      | Iniezione elettronica Bosch     | 9                        | 185/6000       | 240/4500      | Mercedes-Benz 280SL R107      | 1974-76            |
| M110.982                                                      | Iniezione elettronica Bosch     | 9                        | 185/6000       | 240/4500      | Mercedes-Benz 280 SLC         | 1974-76            |
| M110.983                                                      | Iniezione elettronica Bosch     | 9                        | 185/6000       | 240/4500      | Mercedes-Benz 280SE W116      | 1972-76            |
| M110.983                                                      | Iniezione elettronica Bosch     | 9                        | 185/6000       | 240/4500      | Mercedes-Benz 280 SEL W116    | 1973-76            |
| M110.984                                                      | Iniezione meccanica Bosch       | 8.7                      | 177/6000       | 233/4500      | Mercedes-Benz 280E W123       | 1976-78            |
| M110.984                                                      | Iniezione meccanica Bosch       | 8.7                      | 177/6000       | 233/4500      | Mercedes-Benz 280CE C123      | 1976-78            |
| M110.985                                                      | Iniezione meccanica Bosch       | 8.7                      | 177/6000       | 235/4500      | Mercedes-Benz 280SE W116      | 1976-78            |
| M110.985                                                      | Iniezione meccanica Bosch       | 8.7                      | 177/6000       | 235/4500      | Mercedes-Benz 280 SEL W116    | 1976-78            |
| M110.985                                                      | Iniezione meccanica Bosch       | 8.7                      | 185/5800       | 242/4500      | Mercedes-Benz 280 SE W116     | 1978-80            |
| M110.985                                                      | Iniezione meccanica Bosch       | 8.7                      | 185/5800       | 242/4500      | Mercedes-Benz 280 SEL W116    | 1978-80            |
| M110.986                                                      | Iniezione meccanica Bosch       | 8.7                      | 177/6000       | 236/4500      | Mercedes-Benz 280SL R107      | 1976-78            |
| M110.986                                                      | Iniezione meccanica Bosch       | 8.7                      | 177/6000       | 236/4500      | Mercedes-Benz 280 SLC         | 1976-78            |
| M110.986                                                      | Iniezione meccanica Bosch       | 9                        | 185/5800       | 242/4500      | Mercedes-Benz 280SL R107      | 1978-85            |
| M110.986                                                      | Iniezione meccanica Bosch       | 9                        | 185/5800       | 242/4500      | Mercedes-Benz 280 SLC         | 1978-81            |
| M110.987                                                      | Iniezione meccanica Bosch       | 9                        | 185/5800       | 240/4500      | Mercedes-Benz 280SE/SEL W126  | 1979-81            |
| M110.989                                                      | Iniezione meccanica Bosch       | 9                        | 185/5800       | 240/4500      | Mercedes-Benz 280SE/SEL W126  | 1981-85            |
| M110.988                                                      | Iniezione meccanica Bosch       | 9                        | 185/5800       | 240/4500      | Mercedes-Benz 280E W123       | 1978-85            |
| M110.988                                                      | Iniezione meccanica Bosch       | 9                        | 185/5800       | 240/4500      | Mercedes-Benz 280CE C123      | 1978-85            |
| M110.988                                                      | Iniezione meccanica Bosch       | 9                        | 185/5800       | 240/4500      | Mercedes-Benz 280TE S123      | 1977-85            |
| M110.994                                                      | Iniezione meccanica             | 8                        | 156/5250       | 226/4250      | Mercedes-Benz 280GE           | 1979-91            |

### Altre versioni
Sono esistite anche altre varianti del motore M110, in aggiunta alle già numerose varianti appena descritte. Si tratta per lo più di varianti ottenibili a richiesta sulla base di versioni già esistenti.
Per esempio, il motore M110.921 poteva essere richiesto depotenziato, con una potenza massima che scendeva così a 145 CV.
Un altro esempio si poteva trovare nelle Mercedes-Benz 280 SL ed SLC, il cui motore (M110.986) poteva essere richiesto anch'esso depotenziato, con rapporto di compressione pari ad 8:1 (anziché 9:1) e con una potenza massima di 170 CV(anziché 185).
Un discorso analogo è valso anche per la 280S/SE/SEL W116.
Inoltre, per il mercato USA è esistita una variante depotenziata della Mercedes-Benz 280E W123, la cui potenza scendeva da 177 a 142 CV a 5500 giri/min.